# 长泰站
长泰站位于福建省漳州市长泰县武安镇，车站作为会让站建于1992年，以增加鹰厦线的运输能力。距鹰潭站630公里，距厦门站64公里。现为五等站，不办理客货运业务。